# Francisco Alves (chanteur)
Vous lisez un « bon article » labellisé en 2023.
Pour les articles homonymes, voir Francisco Alves et Alves.
Francisco de Morais Alves, plus connu sous le nom de Francisco Alves, Chico Alves ou Chico Viola, né le 19 août 1898 à Rio de Janeiro et mort le 27 septembre 1952 à Pindamonhangaba, est considéré comme l'un des plus grands, des plus populaires et des plus polyvalents chanteurs brésiliens. La qualité de son travail lui vaut en 1933 le surnom de Rei da Voz (« Roi de la Voix »), attribué par le radiodiffuseur César Ladeira. Il joue également un rôle clé dans la construction de divers genres musicaux populaires au Brésil.
Comme son idole Vicente Celestino, il a une voix de ténor, mais avec le temps, il s'oriente vers une voix de baryton. Il laisse une vaste production d'environ cinq cents disques, en chantant des sambas, des boléros et même des tangos dans le style de Carlos Gardel. Sa mort tragique lors d'un accident de la circulation provoque un immense émoi dans le pays, à tel point que l'un de ses biographes, David Nasser (qui était aussi un ami et compositeur de certaines des chansons qu'il interprétait), a écrit : « Toi, seulement toi, bois froid, tu ressentiras toute l'agonie du silence du chanteur. » Malgré cela, plusieurs personnes du monde artistique le considéraient comme une brute.
Il réalise le premier enregistrement sur disque électrique au Brésil. Grâce à lui, des compositeurs tels que Cartola, Heitor dos Prazeres et Ismael Silva ont été reconnus, de même que diverses chansons qu'il a interprétées, comme Ai! que saudade da Amélia, ou le premier enregistrement de la samba Aquarela do Brasil par son partenaire Ary Barroso. Peu de temps après sa mort, le 30 septembre 1952, le Jornal do Brasil rapporte qu'il est pour le pays ce que le chanteur Maurice Chevalier est pour la France : un « cas rare ».

## Biographie

### Premières années et début de carrière

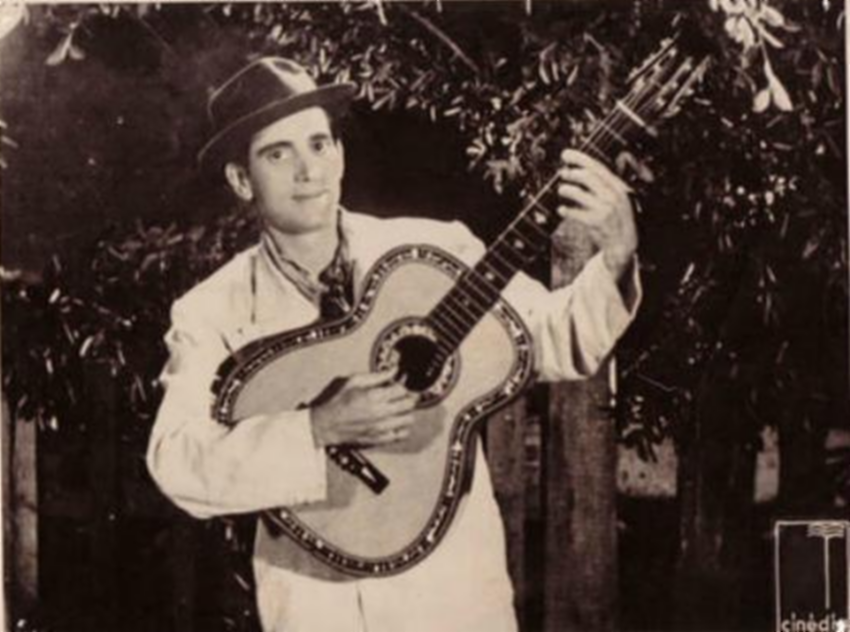
Chico et sa guitare.

Francisco de Morais Alves naît le 19 août 1898 à Rio de Janeiro.
Son père, José Alves, est un immigré portugais qui s'est installé dans le centre de Rio, alors capitale du pays ; c'est là, dans la Rua do Acre, qu'il ouvre un bar et c'est dans cette rue que le chanteur naît. Francisco fait partie d'une fratrie de cinq enfants et passe son enfance dans cette rue. Ses frères et sœurs sont Ângela, Lina, Carolina et José, et sa mère, Isabel Morais Alves, est également une immigrée portugaise.
Il reçoit son premier instrument, une guitare, de sa sœur aînée, Ângela. Alors qu'il est encore enfant, la famille déménage à la Rua Evaristo da Veiga et, face aux difficultés, il travaille comme cireur de chaussures. Profitant de la proximité d'un bataillon de police, il commence à accompagner les répétitions de son groupe de musique. Il s'enfuit de chez lui pour ne pas avoir à étudier la comptabilité au Colégio da Ajuda où son père a l'intention de l'inscrire et, plus âgé, il obtient son premier emploi en 1916 à la fabrique de chapeaux Mangueira,, ; peu de temps après, il est embauché chez Júlio Lima. Sa sœur Lina entre en revanche dans le monde artistique et devient actrice dans des revues théâtrales, puis dans des feuilletons radiophoniques, sous le nom de Nair Alves,.
En 1918, il commence à chanter professionnellement ; sa première scène est le Pavilhão do Méier, où il est engagé après un test par le père de Mário Lago, le chef d'orchestre Antônio Lago,. Il chante alors au Circo Spinelli et fait partie d'une compagnie artistique qui disparaît rapidement avec l'arrivée dans la ville de la pandémie de grippe espagnole, qui tue son frère José en 1918 et son père l'année suivante. La même année, il commence à travailler comme chauffeur de taxi et développe une admiration pour le chanteur Vicente Celestino, qu'il a vu en représentation au théâtre São José, et dont le style l'a inspiré.
Lorsque son père et son frère meurent et que ses sœurs se marient, il vit seul avec sa mère. En 1919, le groupe s'organise à nouveau à Niterói et Francisco Alves rejoint à nouveau la compagnie. C'est à cette époque qu'il rencontre le déjà célèbre compositeur Sinhô, qui le présente ensuite au fils de Chiquinha Gonzaga, qui est en train de monter une fabrique et maison de disques pour gramophone et, dès 1919, il enregistre pour le nouveau label appelé Disco Popular.

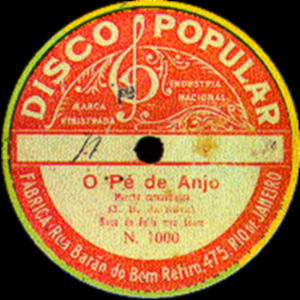
Cœur du disque O Pé de Anjo, enregistré en 1919.

Cette œuvre met en scène Sinhô en tant que rythmicien et certaines de ses nièces dans le chœur ; les deux compositions du disque sont écrites par lui : la marchinha O Pé de Anjo et la samba Fala, Meu Louro ; il enregistre également par la suite la samba de Sinhô Alivia Esses Olhos. C'est Sinhô, qui lance de nombreux artistes et enseigne à Francisco Alves les techniques vocales.
Il devient un habitué des quartiers bohèmes de Rio, Lapa et Vila Isabel, où il rencontre de nombreux artistes, dont Pixinguinha ; c'est à Lapa qu'il rencontre en 1920, dans un cabaret, Perpétua Guerra Tutoia, avec laquelle il se mariera brièvement, contre l'avis de sa famille.

#### Le mauvais mariage
Chico rencontre « Ceci » — son surnom de prostituée — dans un bordel de bas étage de la Rua Joaquim Silva et tombe amoureux de cette femme qu'il décrira comme « belle, attirante, avec une bouche très peinte, des yeux malicieux et une robe qui lui collait au corps », ce qui lui « donnait une couleur locale indescriptible ».
Il veut immédiatement sortir la jeune fille de cette vie et de cet environnement de « pécheurs » : il lui demande donc de l'épouser, ce qu'elle accepte. Mais ni ses amis — qui le mettent en garde — ni sa famille ne sont d'accord avec une telle union : sa mère Isabel lui dit que ce serait « le plus grand chagrin » de sa vie ; sa sœur Angela invoque la mémoire de son père, qui ne l'approuverait jamais non plus. Rien ne dissuade Alves de prendre sa décision et, le 24 mai 1920, lors d'une cérémonie civile uniquement, il épouse la prostituée sans la présence d'aucun ami ou membre de sa famille. Les témoins sont des inconnus trouvés là par hasard ; le repas de noces se limite au pain et au beurre — ou au média, comme on l'appelait.
Au bout de quelques jours, cependant, son épouse lui avoue qu'elle n'abandonne pas le métier, qu'elle continue à se prostituer parce qu'elle ne le fait pas seulement pour l'argent : elle aime la vie joyeuse et trépidante des bordels. Sous le choc de cette révélation — il dira plus tard à son ami David Nasser qu'il ne comprend pas comment on peut aimer cette vie —, la relation prend fin moins d'un mois après avoir commencé.
Chico n'a jamais demandé le desquite ; d'après ce qu'il a dit à Nasser, c'est par ignorance et, selon ses propres termes, « Perpétua m'avait poursuivi deux fois en justice, m'insultant au tribunal. Le juge m'a accordé gain de cause et, depuis, nous nous sommes séparés légalement. Comme je n'avais pas d'argent et que je n'avais que mon corps et les vêtements qui étaient sur moi, j'ai pensé que c'était fini ».
L'échec de sa relation n'est pas le même pour sa carrière : il rejoint la compagnie de Batista de Oliveira à Niterói et rencontre un nouvel amour. Perpétua disparaît de sa vie pendant trente ans — avant de revenir de manière surprenante.

### Années 1920: chanteur, encore chauffeur de taxi, début du succès

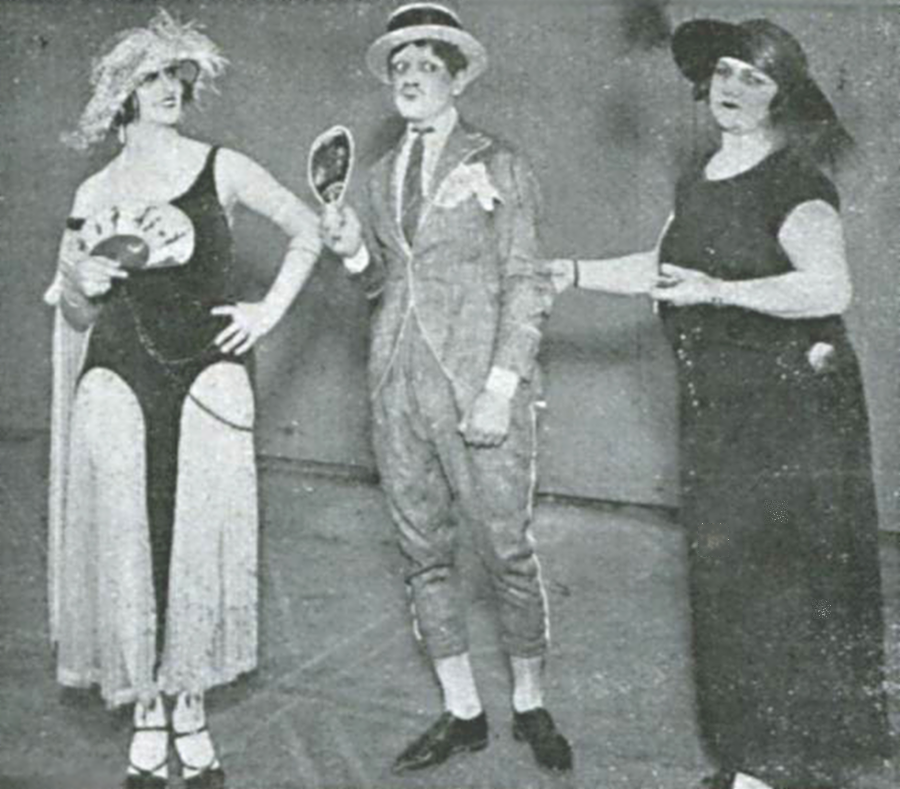
Nair Alves (Colombina), son frère Chico (Almofadinha) et Marieta Field dans le magazine Sonho de Ópio, 1923.

En 1921, l'homme d'affaires José Segreto l'invite à jouer les succès de son idole Vicente Celestino au théâtre São José dans sa revue. Au théâtre São José, il fait partie de la troupe de revue de l'acteur Alfredo Silva, où il est brièvement choriste, avant d'être promu acteur secondaire et de jouer dans la pièce comique qui rend la chanson A Malandrinha populaire. La même année, il rencontre et épouse l'actrice Célia Zenatti, avec qui il vit pendant 28 ans. Bien qu'il travaille déjà professionnellement en tant qu'artiste, il n'abandonne pas pour autant son travail de chauffeur de taxi.
Changeant de maison de disques, il sort en 1924 des sambas et des marchinhas sur Odeon, mais il n'obtient pas de bons résultats, comme avec la samba Miúdo, de Sebastião Santos Neves, et des marchinhas de carnaval comme Não me passo pra você et Mademoiselle cinema, de Freire Júnior.
En 1927, il réalise le premier enregistrement électronique au Brésil pour le label Odeon.
Almirante raconte qu'à partir de 1928, Francisco Alves a publié des suppléments pour Parlophone, parallèlement aux disques pour Odeon ; alors que dans ces derniers il utilisait son vrai nom, dans les premiers il utilisait le surnom de « Chico Viola » ; cela a provoqué une confusion même parmi les personnes du milieu artistique, qui débattaient pour savoir lequel des deux chanteurs était le meilleur : certains disaient que c'était Francisco, d'autres Chico — en argumentant sur la même voix et le même chanteur.
Toujours en 1928, il enregistre les sambas A Favela Vai Abaixo et Não Quero Saber Mais Dela, de Sinhô, cette dernière en duo avec l'actrice Rosa Negra, avec laquelle il enregistre également le foxtrot Moleque Namorador, de Hekel Tavares, et Que Pequena Levada, de J. Francisco de Freitas. Cette année-là, le « roi de la voix » enregistre 62 disques pour Odeon, avec un total de plus de 120 chansons, un record pour l'époque.
En 1930, il commence à enregistrer en duo avec Mário Reis (alors fraîchement diplômé en droit et travaillant à Banco do Brasil), ce qui représente, selon l'historien Ronaldo Conde Aguiar, « un jalon dans l'histoire de la musique populaire brésilienne » ; la formation du duo est un énorme succès et, pendant deux ans, ils enregistrent ensemble vingt-quatre chansons (soit douze disques).
En 1930, il enregistre la marche carnavalesque Dá Nela, qui connaît un tel succès qu'elle vaut à Casa Edison, propriétaire du label Parlophone, son plus grand prix. Au milieu de l'année, le gouverneur de Paraíba de l'époque, João Pessoa, est assassiné, ce qui déclenche le mouvement révolutionnaire qui amène Getúlio Vargas au pouvoir pour la première fois ; dans le feu de l'action, Alves enregistre Hino a João Pessoa. Cependant, lorsque les événements politiques s'aggravent, il part en excursion à Buenos Aires, engagé par la compagnie de théâtre de revue de Jardel Jércolis.

### Les années 1930: le grand succès
En 1931, il fait preuve d'un manque d'éducation et de sensibilité qui en révolte plus d'un : plusieurs amis se trouvent au chevet du jeune pianiste Nílton Bastos, sur le point de mourir de la tuberculose dont il est atteint, et Francisco Alves entre dans la pièce en chantant : « Quand je mourrai, je ne veux ni larmes ni bougies... » — un fait relaté par Mário Reis.
En 1932, aux côtés de Carmen Miranda, Gastão Formenti, Mozart Bicalho, Patrício Teixeira et Elisa Coelho, il rejoint la distribution exclusive de Rádio Mayrink Veiga.

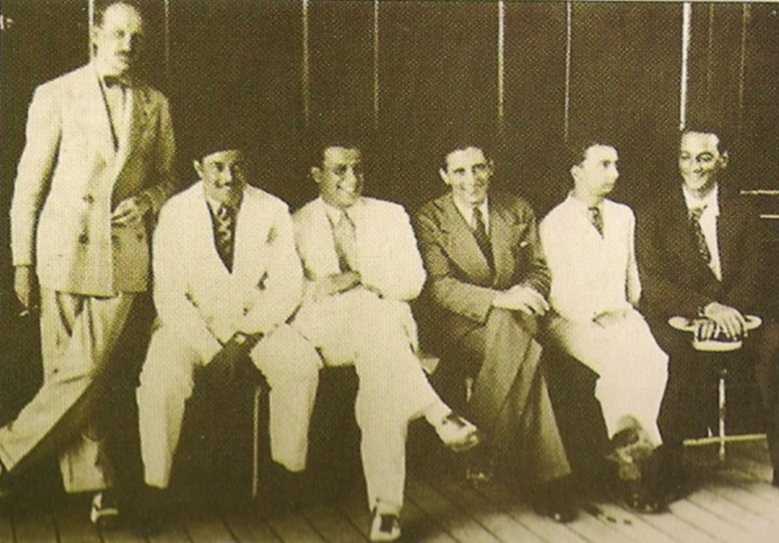
Le groupe Ases do Samba à bord de l'Itaquera : inconnu (debout), Pery, Mário, Chico, Noel et Nonô (assis).

En mai de la même année, Francisco Alves, déjà reconnu comme artiste et idole populaire, forme avec les débutants Noel Rosa (qui n'a alors que 21 ans), Mário Reis et les deux musiciens Pery Cunha (mandoliniste) et Romualdo Peixoto, un groupe qu'il appelle Ases do Samba et part en tournée dans le Sud ; au Rio Grande do Sul, ils passent par Porto Alegre, Caxias do Sul, São Leopoldo, Cachoeira do Sul, Pelotas et Rio Grande, à bord du navire Itaquera, pour un voyage de sept jours. Le chroniqueur de Pelotas Mário Osório Magalhães rapporte que Francisco Alves était catégorique sur le fait qu'ils ne devaient porter que des smokings lors des représentations ; lors de la première, cependant, Noel Rosa s'est présenté dans un costume blanc qu'il avait récupéré auprès d'un serveur, à la grande consternation du chanteur, qui a ensuite été calmé par Mário Reis en disant que le public penserait certainement que la différence était de la bossa. Dans la capitale du Rio Grande do Sul, ils rencontrent dans un bar le jeune artiste Lupicínio Rodrigues, à qui Rosa prédit que « ce jeune homme irait loin ».
En 1933, il participe à un duo avec Aurora Miranda, alors inconnue, lors de son premier enregistrement, qui est précisément la première chanson de juin typiquement enregistrée, Cai, Cai, Balão, du compositeur bahianais Assis Valente, et Toque de Amor de Floriano Pinha. Miranda témoignera plus tard que Francisco Alves aimait aider les débutants. La qualité de son travail lui vaut en 1933 le surnom de « Rei da Voz » (« Roi de la Voix »), attribué par le radiodiffuseur César Ladeira.

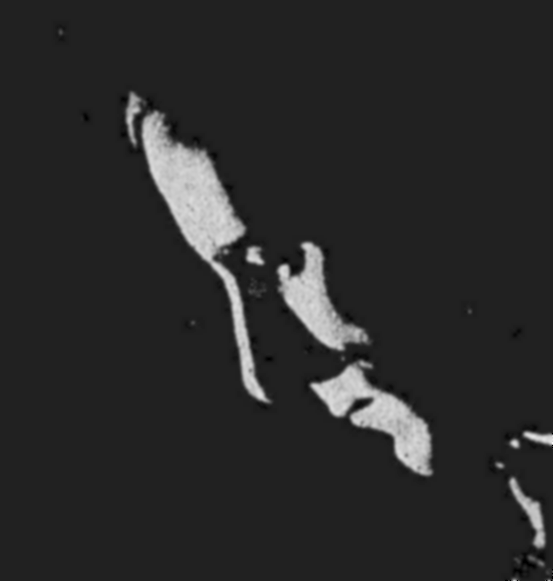
Francisco Alves, sur une photo promotionnelle de 1939.

En 1935, Alves prend comme domestique la future chanteuse Carmen Costa, alors âgée de quinze ans, et l'aide à démarrer sa carrière,. Au cours de cette décennie, Carlos Galhardo commence sa carrière en imitant la voix de Francisco Alves et ce n'est que plus tard qu'il s'émancipe pour avoir son propre style. En 1939, Francisco Alves enregistre pour la première fois l'anthologique Aquarela do Brasil d'Ary Barroso, qui, avec les arrangements du pianiste Radamés Gnattali, occupe les deux faces du disque sur lequel il est enregistré.
En 1940, il participe aux numéros musicaux du film Laranja da China ; dans la revue cinématographique spécialisée A Scena Muda, Renato de Alencar écrit la critique suivante : « Quelle chose terrifiante d'entendre Chico Alves chanter parmi la favelagem comme s'il se trouvait sur une scène de bergères dans le nord-est ! ». La même année, le chroniqueur de cette revue, Walter Rocha, raconte l'histoire suivante sur le chanteur : « On dit que Francisco Alves, lors de sa première tournée à Buenos Aires, bien qu'il ait la plus grande voix du Brésil, a eu « l'intelligence » de faire ses débuts en chantant des tangos dans la langue platine. Et le résultat fut anecdotique : Chico fut chaleureusement applaudi, revint sur scène, chanta, reçut d'autres applaudissements, jusqu'à ce que son manager, derrière le rideau, se rende compte que le public applaudissait et fredonnait en rythme avec les mots : « chante, chante, jusqu'à ce que tu l'apprennes ». »

### Années 1940

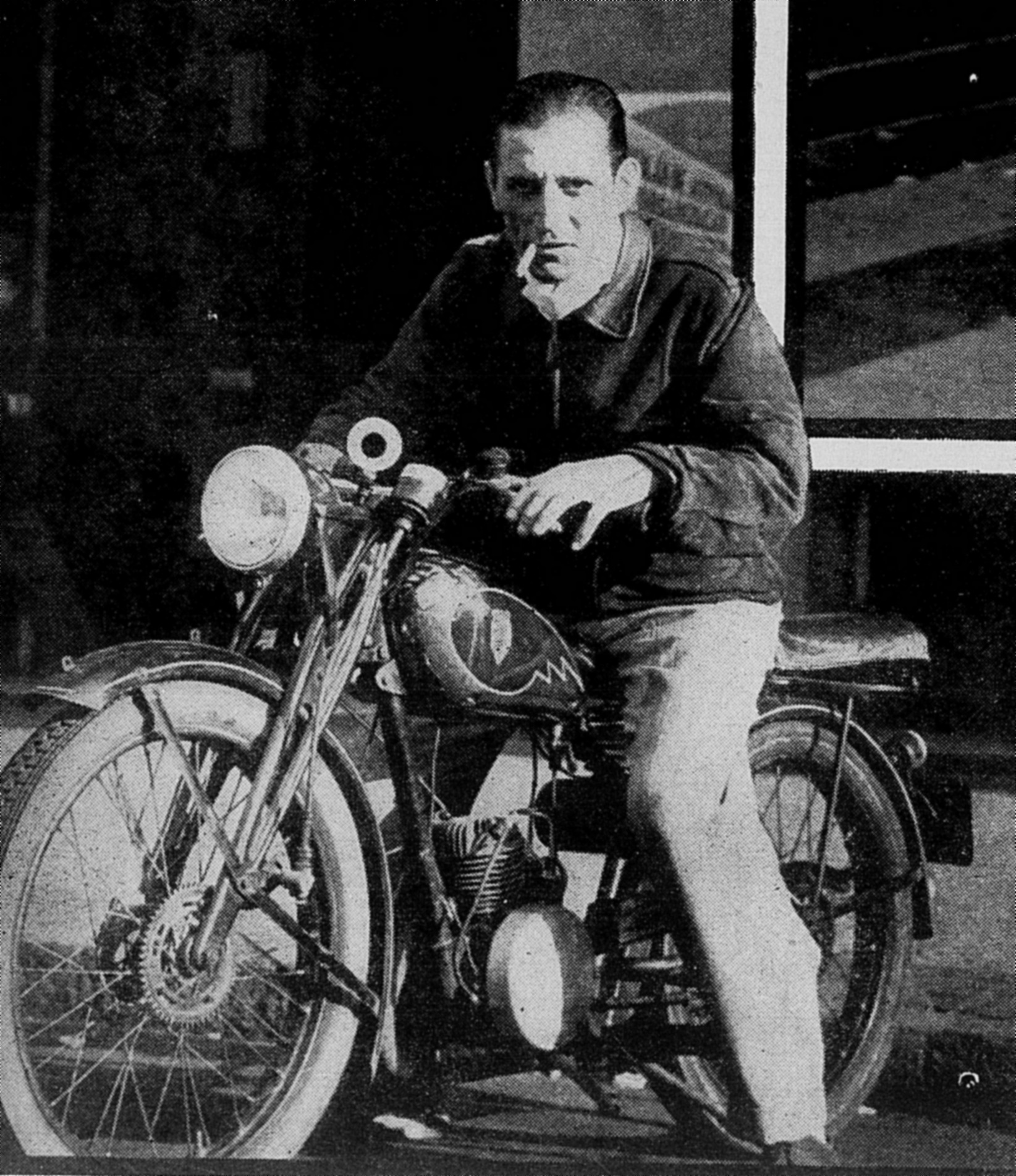
Chico, en moto, à cause du rationnement de guerre en 1942.

En 1942, avec l'apparition des premiers feuilletons radiophoniques et la participation du Brésil à la Seconde Guerre mondiale, les chanteurs perdent momentanément leur statut de stars de la radio ; le radiodiffuseur Oswaldo Luiz écrit que « seuls ceux qui vivent en dehors de Rio peuvent apprécier le prestige, la popularité et la curiosité qu'une « star » du micro peut susciter » ; à cet égard, il souligne que, bien qu'elles perçoivent toujours des salaires importants, des vedettes comme Carmen Miranda, Chico Alves, Carlos Galhardo, Sílvio Caldas et Orlando Silva n'attirent plus autant de fans qu'auparavant, avec l'apparition de feuilletons radiophoniques et d'émissions d'information sur la guerre. L'année suivante, le magazine A Cena Muda a répété :
« Que é feito dos famosos ídolos? Chico Alves, Orlando Silva, Galhardo, Silvio Caldas... O fim do ano está batendo à porta e esses rapazes – vá lá... – não dão um ar de sua graça nem procuram variar o repertório. Por isso mesmo – falta de esforço – foi que os grandes cartazes de outros tempos foram se eclipsando até ninguém mais se lembrar deles... »
— A Cena Muda, 16 novembre 1943.

« Qu'est-il arrivé aux célèbres idoles ? Chico Alves, Orlando Silva, Galhardo, Silvio Caldas... La fin de l'année frappe à la porte et ces gars-là — voyons... — ne montrent pas leur grâce et n'essaient pas de varier leur répertoire. C'est pourquoi — faute d'efforts — les grandes affiches d'antan ont été éclipsées jusqu'à ce que plus personne ne s'en souvienne... »
En 1943, en association avec César Ladeira, Ari Barroso et Almirante, il tente d'acheter une station de radio à Rio ; l'affaire échoue parce que les propriétaires, à la dernière minute, décident d'augmenter le prix à des niveaux exorbitants.
Début 1944 sort le film de Cinédia Berlin na Batucada, dans lequel il joue un « marchand de sommeil » ; la comédie n'est pas bien accueillie par la critique qui, cependant, épargne sa prestation en disant qu'« il n'a pas été bien utilisé ». Cette année-là, il enregistre la Canção do Expedicionário en l'honneur des soldats qui se battent en Europe, révélant ainsi son patriotisme.
En 1945, Sergio Peixoto écrit sur la carrière de Francisco Alves :
« [...] quando o rádio começou a ganhar vulto, com o aparecimento das primeiras emissoras mercantilizadas e a venda de receptores em alta escala, a prazo longo e até a dez cruzeiros por mês; quando o povinho conseguiu, graças aos 'salomões', adquirir seu aparelho receptor para tomar conhecimento da existência dessa grande realização de Marconi, já Francisco Alves era o 'maioral' dentro do rádio carioca. Era o artista que dava as cartas, o mais popular, o mais ouvido e o mais caro de todos — e emendava: "Francisco Alves, o 'Chico Viola', não passa, não cansa nem nada... Ele está aí, com o mesmíssimo cartaz: continua sendo o melhor, o primeiro, o popularíssimo e oouvidíssimo". »
— Sergio Peixoto, 17 avril 1945.
        
« [...] lorsque la radio a commencé à décoller, avec l'apparition des premières stations commercialisées et la vente de récepteurs à grande échelle, sur une longue période et jusqu'à dix cruzeiros par mois ; lorsque les petites gens ont réussi, grâce aux salomões, à acheter leurs propres récepteurs pour connaître l'existence de cette grande réalisation de Marconi, Francisco Alves était déjà le « grand homme » de la radio de Rio de Janeiro. C'était l'artiste qui menait la danse, le plus populaire, le plus écouté et le plus cher de tous — et il ajoutait : « Francisco Alves, « Chico Viola », ne s'en va pas, il ne se fatigue pas. [...] Il est toujours là, avec la même affiche : il est toujours le meilleur, le premier, le plus populaire et le plus écouté ». »
En fait, Francisco Alves obtient les plus grands succès de cette année-là, démontrant sa persistance en tant que l'un des meilleurs chanteurs de l'époque : les marchinhas Que rei sou eu ?, Isaura et Malaguenha.
Pour démontrer sa lucidité, Sergio Peixoto note qu'il sait « jouer la cigale sage » en sachant utiliser la « mine d'or » qu'est sa voix, et qu'il ne dépense pas ses gains en fans ou en bohème, notant que rien de déshonorant n'est connu à son sujet ; il ajoute que, plus de vingt ans après le début de sa carrière, il a gardé le même « timbre de voix qui ravissait les jolies brunes de son quartier quand, adolescent, il ne rêvait même pas de gagner un jour assez d'argent pour posséder un haras de chevaux de course ». En 1948, il déclare que les chevaux pur-sang qu'il élève à l'hippodrome de Gávea sont une « bonne affaire » ; cette année-là, il a une émission de radio à succès.
En 1949, Chico est présenté comme un chanteur encore au sommet de son art et un « turfman ». Cette année-là, il ne présente plus d'émissions radiophoniques aux heures de grande écoute, ce qui amène Luiz Alípio de Barros, dans un éditorial de la revue A Cena Muda, à déplorer que les chanteurs perdent leur espace au profit d'émissions d'auditorium de mauvais goût ou de feuilletons, et que leurs horaires sont remplacés par des émissions moins populaires : « dans les meilleurs moments, l'interprète avait sa propre émission exclusive, avec un sponsor et le soutien absolu des organismes de radio [...] Qui ne se souvient pas des anciennes émissions magnifiques d'Araci Alves ? Qui ne se souvient pas des anciennes émissions des magnifiques Araci, Chico Alves, Orlando Silva, Galhardo, Linda, Dircinha et tant d'autres grands noms ? » Il poursuit en affirmant qu'« en abandonnant leurs interprètes, les radiodiffuseurs brésiliens tuent peu à peu notre musique populaire » et que « la radio brésilienne doit débattre du mal qu'elle a fait à notre musique ».
Cette année-là, il met fin à son mariage avec Célia et entame une nouvelle relation avec une enseignante du nom d'Iraci Alves, qui est tellement plus jeune que lui que l'on dit plus tard qu'elle a l'âge d'être sa fille ; ils restent ensemble en secret jusqu'à la mort de Célia, et la révélation de cette union revient une fois de plus à David Nasser, dans la série d'articles biographiques qu'il écrit pour O Cruzeiro, publiés en fanfare et qui augmentent encore les ventes du magazine.
L'année 1950 commence de manière prometteuse pour Francisco Alves, avec un succès au carnaval, comme le rapporte A Cena Muda : « Francisco Alves est un chanteur qui sait être un artiste […] Chico ne se déprécie pas devant le public, même lorsqu'il se produit devant un public qui ressent la forte présence du « Roi de la Voix ». Et malgré toutes ses années, Chico Alves sait comment faire vibrer un public en chantant Marcha dos Brotinhos. » Le même magazine parle de la « décadence » que connaît alors Orlando Silva et souligne que « Silvio Caldas et Francisco Alves conservent la grande classe d'antan, c'est-à-dire qu'ils savent garder leur voix en forme et ne se laissent pas dévaloriser ou vulgariser ». En 1951, il interprète la marchinha Retrato do Velho, composée par Haroldo lobo et Marino Pinto, qui devient un succès national et qui influence la victoire de Getúlio Vargas aux élections (bien que l'on raconte que l'ancien dictateur n'aime pas être traité de « vieux »).

#### Retour de Ceci
Chico s'occupe bien de ses affaires : il possède plusieurs propriétés, un magasin à Miguel Pereira et des chevaux de course en partenariat avec son associé Mário de Almeida (connu sous le nom de « Mário Português »). Il fait également l'acquisition de plusieurs appartements à Rio.
En 1950, sa première femme — Perpétua Guerra Tutoia, ou « Ceci » — réapparaît dans sa vie d'une manière inattendue : Chico Alves est convoqué pour répondre à un procès qu'elle a intenté contre lui, affirmant qu'il est le père de deux enfants adolescents — Cristiano (15 ans) et Teresa (13 ans).
Le procès est un choc pour le chanteur qui, face aux répercussions qu'il a dans la presse et au fait qu'il doive faire témoigner les mêmes amis dont il avait refusé les conseils trente ans plus tôt, envisage même d'abandonner sa carrière. La presse donne de l'importance à l'affaire et la procédure se prolonge pendant la décennie suivante.

### Années 1950: dernières années
1951 est l'année où sa dispute avec son ex-épouse devient un véritable drame public, dont les détails sont révélés par la presse. Perpétua se présente sous son nom de femme mariée — Perpétua de Morais Alves — car elle n'a jamais formellement divorcé de Francisco ; elle affirme que ses deux enfants (Cristiano, né le 26 avril 1937, et Teresa, née le 12 septembre 1938) sont le fruit de « rencontres furtives » qu'elle a eues avec le chanteur, alors que celui-ci contredit qu'elle a eu une « vie heureuse » — ce que Perpétua ne conteste pas.
L'action en désaveu de paternité se poursuit et, en septembre, on apprend que Francisco Alves prétend que son mariage n'a duré que neuf jours : du 20 mai au 2 juin 1920 ; pour prouver cette dernière date, il affirme que sa femme lui a laissé deux lettres lorsqu'elle l'a abandonné — l'une adressée à lui et l'autre à sa famille — ; le chanteur déclare alors à la presse qu'en plus d'annuler les enregistrements des enfants supposés, il demande finalement le desquite qu'il n'avait pas réclamé à l'époque. L'affaire est confiée à la juge Paula Alonso. Le 20 novembre, une audience entend les amis de Chico, Mário Reis et David Nasser, comme témoins ; tous deux confirment qu'il était impossible que Chico Alves soit le père des enfants ; une nouvelle audience est alors programmée pour le 26 du même mois. La juge, à la lumière des preuves et des témoignages, donne finalement gain de cause à Francisco Alves ; Ceci, vaincue, réapparaîtra après la mort du chanteur et un nouveau drame se nouera dans le litige sur les biens qu'il a laissés.
En septembre 1952, Francisco Alves, qui cherche toujours à développer des activités philanthropiques, enregistre Canção da Criança, avec la participation du chœur formé par les filles de la Casa de Lázaro, au profit de laquelle les recettes seront versées ; c'est pour faire connaître cette œuvre qu'il se rend à São Paulo, la capitale, pour se produire lors d'une émission de la Rádio Nacional, au Largo da Concórdia : il s'adresse alors aux auditeurs à la fin de l'émission, en demandant à chacun d'aider les enfants.

### Mort tragique
« Dizem que a gente deve saber a hora em que é bom abandonar o palco, mas eu não sei, eu não posso e eu não quero. Bem que eu gostaria, meu caro amigo, de fazer coincidir o último alento de vida com o último agudo de minha garganta. »
— Francisco Alves, cité par Nasser.
        
« On dit qu'il faut savoir quand il est bon de quitter la scène, mais je ne sais pas, je ne peux pas et je ne veux pas. J'aimerais, mon cher ami, faire coïncider mon dernier souffle de vie avec le dernier gémissement de ma gorge. »
Le 27 septembre 1952, Francisco Alves revient de São Paulo où il est allé se produire sur Rádio Nacional ; il est au volant de sa Buick, sur l'autoroute Presidente Dutra, en compagnie de son ami Haroldo Alves. Vers 18 h 30 (certaines sources indiquent 17 h 23),, à l'actuel km 102,5 nord (anciennement km 275,5), 500 mètres après le pont sur la rivière Una (qui marque la limite entre Taubaté et Pindamonhangaba),,, un camion Austin conduit par João Valter Sebastiani, originaire de Rio Grande do Sul, percute violemment la Buick ; sous le choc, Haroldo Alves est éjecté du véhicule et gravement blessé, mais l'artiste meurt immédiatement et, peu de temps après, la voiture prend feu et son corps est totalement carbonisé, pratiquement méconnaissable.
Haroldo Alves est secouru par un autre conducteur, et est transporté à Santa Casa à Taubaté dans le coma. Le chef de la police de Pindamonhangaba, la ville où la catastrophe s'est produite, se rend sur les lieux et emporte le corps dans cette ville où, après enquête, il est finalement identifié comme étant celui du « Roi de la Voix ».

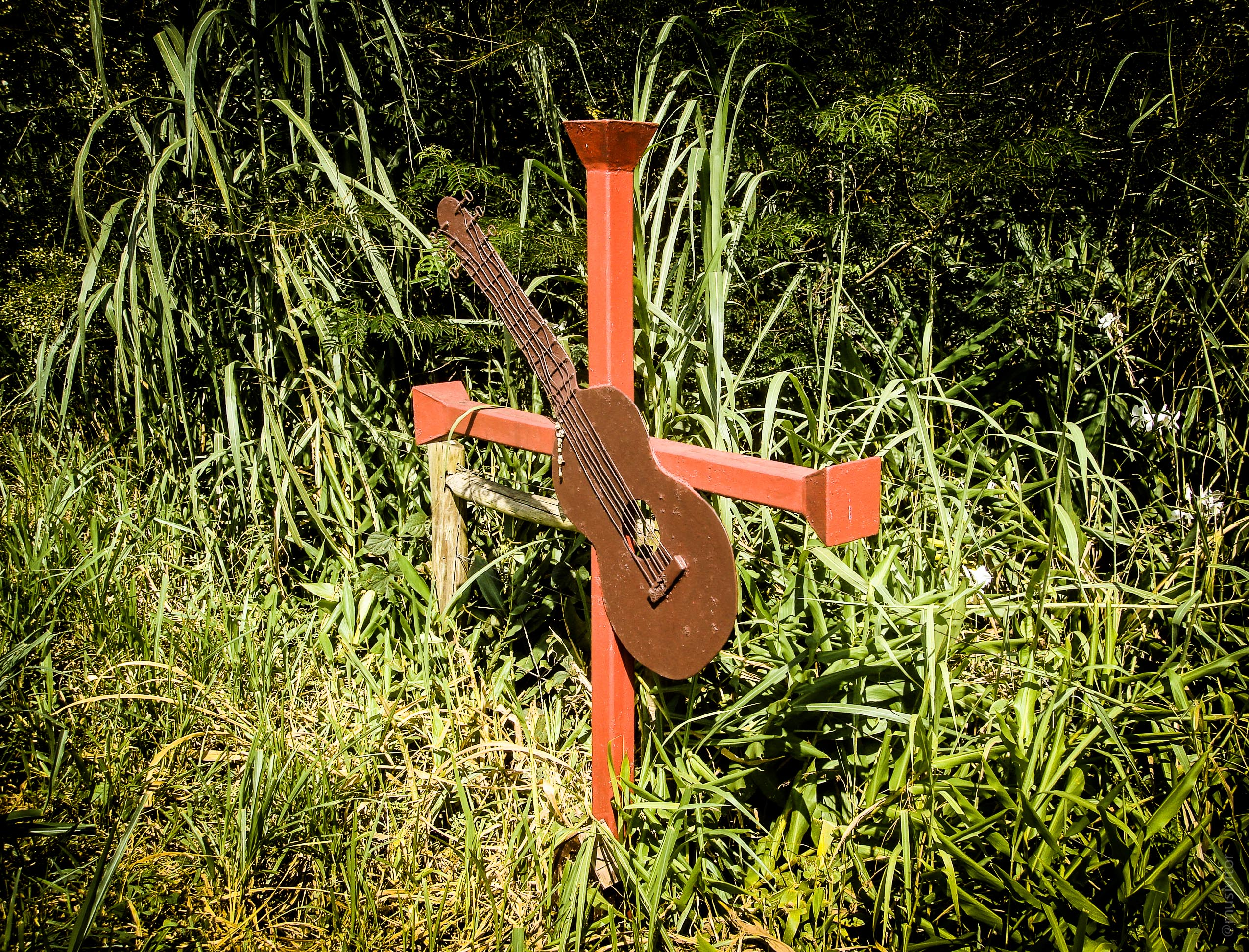
Croix installée au km 102,5 au nord de l'autoroute Presidente Dutra (BR-116/SP-060), à la mémoire de Francisco Alves qui, à cet endroit, a été victime d'un accident de voiture le 27 septembre 1952.

Le chanteur s'était produit dans la capitale de São Paulo, et le lendemain il devait avoir une autre émission sur Rádio Nacional à Rio de Janeiro, ce qui était la raison de son retour immédiat ; la même station avait motivé ce voyage et le fait n'était pas passé inaperçu dans la presse ; ses collègues de la station, tant à São Paulo qu'à Rio, s'étaient rendus à Pindamonhangaba pour suivre les événements.
Haroldo a déclaré plus tard : « La voiture ne roulait pas très vite. Notre conversation portait sur le match América-Bangu. Chico et moi sommes Américains et notre équipe gagnait 2-1. Nous étions heureux de commenter le match. Soudain, j'ai entendu une détonation horrible [...] et lorsque j'ai repris mes esprits, je me trouvais à l'hôpital Taubaté ».
Selon l'enquête — qui a entendu les témoins Gil Inácio de Andrade et Avelino Teixeira ainsi que le chauffeur du camion — l'accident a été causé par un troisième véhicule, une Mercury conduite par Felipe Jorge Abunahman, dentiste, qui venait d'une route secondaire (Estrada Municipal do Una Antônio Marçom) et qui s'est engagé imprudemment sur la chaussée sud de la Via Dutra, obligeant le camion, qui se dirigeait vers São Paulo, à se déporter sur la gauche et la voiture d'Alves sur la droite, de sorte que les deux sont entrés en collision du côté du conducteur, sur l'accotement de la chaussée nord. Une déviation, due à des travaux sur le site, pourrait être l'une des causes de la catastrophe.
Le lieu de l'accident est marqué d'une croix rouge sur laquelle une guitare a été apposée. La croix avait commencé à attirer une foule de fans qui, au milieu de la route, à l'époque la plus fréquentée du pays, créaient des embouteillages et des dangers pour les automobilistes. Le 9 octobre 1952, le Département des routes nationales (DNER) ordonna l'enlèvement de la croix, ce qui provoqua des protestations de la part du public et de la presse. La croix est alors transportée dans un dépôt à Cachoeira Paulista, mais en vain : dès qu'une croix est enlevée, une autre est improvisée et la mesure s'avère inefficace.
Le professeur Mário de Assis César, originaire de Pindamonhangaba et propriétaire du terrain sur lequel la croix avait été installée, a fait don de la bande de terre correspondant au lieu de l'accident pour la construction d'un monument à la mémoire de Francisco Alves,. Quelques années plus tard, l'idée du monument n'a pas progressé et en 1957, Mário de Assis César crée à ses frais sur le site l'école Francisco Alves « la seule école primaire de Pindamonhangaba connue à Rio et à São Paulo, parce qu'il a envoyé des circulaires à toutes les stations de radio des deux capitales », selon un article de presse de l'époque. L'école Francisco Alves n'est cependant plus mentionnée dans la presse locale à la fin de la décennie suivante.

#### Funérailles et enterrement
Après avoir voyagé jusqu'à Rio, le corps de l'artiste a été déposé à l'hôtel de ville ; une foule de fans et de curieux s'est rendue sur place pour dire adieu à la célébrité disparue, ainsi que des artistes, des autorités et un représentant du président de l'époque, Getúlio Vargas ; même aux premières heures du dimanche et du lundi, les files d'attente devant le parlement municipal n'ont cessé de croître.
Le lundi 29 septembre, peu après 11 heures, le cortège s'est rendu au cimetière de São João Batista, suivi par une foule dont le nombre ne peut être évalué ; selon le chroniqueur du journal O Dia :

« Il est impossible d'avoir une idée exacte du nombre de personnes qui ont formé cette fabuleuse vague humaine, qui a provoqué l'effondrement de la circulation, en accompagnant les funérailles de Francisco Alves. Cent, deux cent mille personnes ? Qui le sait, alors que le regard du reporter se promenait dans les rues et les avenues de la zone sud ? Ce fut un spectacle émouvant, le point culminant des manifestations de la douleur populaire face à la mort tragique du Roi de la Voix. Au cours des dernières 48 heures, la ville s'est transformée d'une telle manière, liée au destin d'un artiste par un lien sentimental des plus profonds, qu'il semble que ce n'est pas seulement un sérénadeur de haut niveau qui s'est éteint, mais un mystique qui a exercé une influence puissante sur la foule éblouie. »

— O Dia.
Le cortège funèbre a suivi, le cercueil étant transporté dans un véhicule de pompiers et, tout au long du chemin, les gens ont jeté des fleurs, à tel point qu'elles ont bientôt recouvert complètement le cercueil; Benjamin Costallat a décrit ce moment : « La ville, en deuil, s'est alors remplie de la voix de son chanteur, qui n'a jamais semblé aussi belle, aussi émouvante et aussi triste, comme si elle pleurait sur elle-même la disparition de son propriétaire, ce bon et simple Chico Viola, fils des collines, frère de la samba et ami des sérénades et des clairs de lune ». Derrière le camion de pompiers et la foule qui le suivait, un grand nombre de voitures transportaient des fleurs et des couronnes ; le parcours allait de l'hôtel de ville à l'avenue Rio Branco, en passant par les quartiers de Flamengo, Botafogo et d'autres, toujours avec le même accompagnement ; il a duré deux heures.
Tout au long du parcours, les gens ont chanté le tube de l'idole, Adeus, Cinco Letras que Choram ; selon les estimations, un demi-million de personnes ont suivi le cortège.
Le cimetière ne pouvait accueillir autant de monde ; malgré les mesures prises par les forces publiques, la confusion régnait, chacun voulant entrer et suivre l'enterrement de l'idole ; les orateurs qui avaient prévu de prononcer un dernier discours n'ont pas pu le faire ; des scènes d'extrême agitation se sont répétées avec des hommes, des femmes, des vieillards et des enfants souvent renversés, piétinés, et de nombreuses crises de nerfs nécessitant des secours ; même l'urne funéraire a eu du mal à atteindre enfin la tombe, nécessitant les efforts de douze hommes de la Police Spéciale. Malgré cela, les jeunes filles prises en charge par la Casa de Lázaro ont entonné le Canção da Criança lorsque son corps a été descendu dans la tombe.

#### Messes
Le 3 octobre, plusieurs messes ont été ordonnées à la mémoire du chanteur ; l'évêque de Santos, Idílio José Soares (pt) avait refusé de le faire, ayant entendu dire que l'artiste n'avait pas mené une vie droite, mais lorsqu'il a consulté la Curie métropolitaine de Rio, celle-ci lui a répondu qu'il avait mené une vie « normale » et qu'il pouvait donc recevoir les funérailles catholiques — ce qui l'a fait revenir sur son refus. À São Paulo, plus d'un millier de personnes ont assisté à la cérémonie à l'église de Nossa Senhora da Consolação, à l'issue de laquelle l'orchestre de Rádio Nacional a joué A Voz do Violão, une chanson dont les paroles leur rappelaient le chanteur. À Rio de Janeiro, les messes ont eu lieu le 4 : la traditionnelle messe de l'église Candelária a débuté à 11h30 avec la participation des chœurs de Rádio Nacional (Cantores do Céu) et du Théâtre municipal, qui a également présenté son orchestre, avec des retransmissions en direct par diverses stations de radio de la capitale et de l'intérieur du pays.
En plus de ces cérémonies publiques, la veuve « officielle », Perpétua de Morais Alves, en son nom et au nom de ses deux enfants, a également fait célébrer une messe le 4 à l'église Santa Mônica dans le quartier de Leblon ; à cette occasion, le journaliste David Nasser a annoncé deux mesures : la première, qu'il révélerait publiquement le nom du père des deux enfants que Perpétua avait enregistrés comme étant ceux de Chico Alves (lui donnant sept jours pour le faire elle-même, spontanément) ; la seconde, que toute la vie du chanteur ferait l'objet d'une biographie qu'il publierait aux éditions O Cruzeiro et dont les bénéfices seraient destinés à la Casa de Lázaro. Cette date marque le début des démêlés publics et judiciaires entre Ceci, Nasser et les proches du chanteur, qui s'éterniseront pendant plusieurs années.

## Événements posthumes
Chora Estácio,

Salgueiro e Mangueira,

Todo o Brasil emudeceu,

Chora o mundo inteiro,

O Chico Viola morreu.
— Antonio Nássara, Wilson Batista
La Rádio Nacional et le sponsor de l'émission que Chico Alves animait le dimanche à midi ont décidé de la maintenir, malgré sa mort ; lors de la première émission, la chanteuse Linda Batista, submergée par l'émotion, a interprété la chanson Chico Viola, fruit de la collaboration entre Nássara et Wilson Batista.
À Belo Horizonte, Maria da Conceição, une fan qui avait sombré dans la dépression après la nouvelle, a mis le feu à ses propres vêtements le 30 septembre ; bien qu'elle ait été secourue alors qu'elle était encore en vie, elle est décédée aux urgences. Le même jour, l'auto-stoppeur, Haroldo Alves, est finalement transféré en ambulance à Rio, son état s'étant amélioré ; il ne sait toujours pas que le chanteur est mort. Les journaux font état d'un pèlerinage de personnes de tous horizons au cimetière Saint-Jean-Baptiste, à la tombe 519 du quartier 5, où est enterré le chanteur ; les disques de l'artiste dans les magasins sont épuisés, compte tenu du volume des ventes. C'est le même jour que Perpétua de Morais Alves, connue sous le nom de « Ceci », a demandé au tribunal d'ouvrir un inventaire des biens laissés par Chico Alves.

### Conflit d'héritage, révélations du passé
Après avoir déposé une demande d'inventaire auprès du 4e tribunal des orphelins et des successions, où elle avait été désignée comme exécutrice testamentaire, Perpétua n'a pas non plus négligé le procès qu'elle avait perdu pour la reconnaissance des enfants comme étant ceux de son mari, et a fait appel du jugement rendu en première instance. David Nasser, le journaliste qui s'était chargé de défendre la mémoire de son ami chanteur, n'est pas non plus à l'abri des attaques : on dit qu'il doit à son ami plus d'un million de cruzeiros et il attribue cela à une campagne visant à le « discréditer aux yeux de l'opinion publique » ; Nasser réagit en annonçant qu'il a douze chansons en partenariat avec le chanteur et qu'elles rapporteront deux millions mais, pour que la moitié de cette somme n'aille pas à Ceci, il ne les laissera jamais être enregistrées. Il a réitéré sa menace de divulguer le nom du véritable père des enfants attribués à Chico Alves.
Les biens du chanteur étant limités, le gardien de son cheval de course Veludo a demandé au juge Lourival Gonçalves, chargé de l'inventaire, l'autorisation de le laisser participer le 12 octobre à la course de l'hippodrome de Gávea pour laquelle il avait été préalablement inscrit - une décision qui dépendait de l'exécuteur testamentaire, Perpétua.

#### Dans la lettre de Chico:«Qui est Perpétua»?
Le 15 octobre, Nasser met sa menace à exécution et publie dans la presse une lettre de Chico Alves, dans laquelle il attribue la paternité des enfants de Perpétua. Dans cette lettre, le chanteur déclare, le 12 septembre de la même année (quinze jours avant sa mort) : « Turco, j'ai été préoccupé par les actions de cette Perpétua (censurée), Ceci, qui veut vraiment m'imposer ses enfants comme étant les miens, après trente ans de séparation. Le vrai père de Cristiano et Tereza, deux pauvres innocents qui ont la malchance d'être les enfants d'une (censurée), s'appelle Ernesto Pestana. »
Bientôt, le nom et la figure du riche homme d'affaires Ernesto Pestana font la une des journaux ; le sensationnel Diario Carioca montre des photos de Pestana à côté de Cristiano et déclare que les similitudes sont évidentes ; d'autre part, la lettre que Nasser publie et qui est attribuée au chanteur discrédite encore plus son ex-femme : « Cette Perpétua est une calomniatrice et comme vous le savez elle veut mon argent, mais je préfère arrêter de chanter et même mettre le feu à ma guitare plutôt que de donner de l'argent à cette maître-chanteuse (censuré). »
La certitude du chanteur est exprimée dans la lettre : « Je n'ai jamais été père. La vie m'a donné de nombreuses gloires, mais pas celle-ci. Plus ou moins en 1920, les médecins ont conclu qu'à la suite d'un léger accident, j'étais devenu définitivement stérile » ; il a été expliqué que cet « accident » était dû à un coup de pied que Chico avait reçu en jouant au football, et au fait qu'il n'avait pas vu sa femme depuis trente ans.
Nasser a révélé que Chico avait découvert que les deux enfants avaient été enregistrés par Perpétua en 1942, alors que Cristiano avait déjà cinq ans et sa sœur Tereza quatre ; en outre, Ceci avait faussement déclaré au juge que les deux enfants étaient nés à l'hôpital du Troisième Ordre de la Pénitence, qui, dans un certificat, l'avait informé qu'elle n'y avait jamais été, car elle n'était pas membre de l'Ordre et, aux dates d'anniversaire indiquées pour ses enfants, il n'y avait pas eu de naissance à l'hôpital. D'autres incohérences ont été relevées par le journaliste, comme le fait d'indiquer que le chanteur avait une adresse incertaine et inconnue alors qu'il était déjà une personnalité connue au niveau national ; lorsque Perpétua et les témoins des certificats respectifs ont reconnu qu'ils s'étaient trompés dans le nom de l'hôpital, ils ont aussi faussement indiqué deux autres centres de santé - devant le juge, Perpétua aurait attribué ces erreurs au fait qu'elle ne voulait pas que ses enfants sachent qu'ils étaient nés par césarienne.
L'un des deux témoins de Ceci est sa servante, qui déclare être allée travailler pour elle « lorsqu'elle était enceinte » en 1935 ; seul Cristiano est né deux ans plus tard, ce qui permettrait de conclure que la grossesse commencée en 1935 a duré toute l'année 1936, pour accoucher quatre mois plus tard, en 1937 ; le même témoin affirme avoir vu l'enfant sur les genoux de Francisco Alves et l'appeler « papa », mais la maison où elle travaillait pour Ceci avait été remise au propriétaire alors que l'enfant n'avait que deux mois - si l'enfant pouvait déjà parler, il s'agirait alors d'un prodige de la nature.
Pour obtenir toutes ces informations, Chico Alves avait engagé des détectives de l'agence Argus, qui ont découvert qu'au moment de la naissance de Cristiano, Perpétua vivait avec Pestana, associé dans une société d'exportation de fruits ; en 1937, Ceci a signé son nom en tant que « Perpétua Pestana », et elle et son associé ont déclaré vivre à la Rua Garcia Dantas, no 14, une adresse qui s'est avérée ne pas exister. On a également découvert qu'ils avaient vécu avec la mère de Perpétua, qui portait presque le même nom que sa fille : Perpétua Clara Guerra de Tutóia ; puis, déjà enceinte de Tereza, les deux ont emménagé et ont établi un registre de police de leur propre main à la nouvelle adresse ; bien que célibataire, Ernesto avait présenté Perpétua comme sa femme aux autorités ; déjà avec leurs deux enfants, le couple s'est enregistré à d'autres adresses avec un fils que Perpétua avait eu avant d'épouser Chico Alves, appelé Jorge Bath — mais qui signait lui-même « Jorge Alves » — dans un déménagement tracé qui a duré de 1937 à 1941, quand ils ont pris une destination inconnue, car ils se sont séparés.
Lorsque Chico Alves l'a cherché, Ernesto Pestana a fui, se rendant même en Argentine pour éviter de le rencontrer ; à la mort de Chico, ses sœurs Carolina et Ângela ont commencé à le représenter dans l'action en désaveu de paternité, tandis qu'Ernesto Pestana disparaissait à nouveau.

#### Ceci contestée
Le 21 octobre, la famille du chanteur annonce qu'elle va finalement intenter un procès pour écarter Perpétua de la succession ; les motifs se fondent sur un article du code civil en vigueur à l'époque, qui stipule que les héritiers « qui ont calomnié le chanteur en justice ou commis un crime contre son honneur » ne peuvent faire partie de la succession ; on apprend ainsi que Perpétua a accusé le chanteur à deux reprises : une fois comme ruffian et une fois comme voleur, et que le chanteur a été acquitté les deux fois. Si le procès aboutit, Ceci peut encore espérer gagner son appel contre le jugement de première instance qui refuse à Chico la paternité de ses deux enfants.
Le lendemain, Perpétua démissionne de son poste d'exécutrice testamentaire ; elle cesse ainsi d'être l'administratrice des biens laissés par le chanteur et, pour ce faire, elle déclare au juge qu'elle a besoin de quitter Rio de Janeiro pour se remettre du choc de la mort de l'artiste. Alors que Perpétua opère un retrait stratégique, Pestana, le vrai père, reste introuvable ; la presse a découvert qu'il était très riche, l'un des marchands les plus riches de Rio, avec même des bateaux dans son patrimoine ; les avocats des sœurs de Chico Alves ont l'intention d'effectuer des tests sanguins comparatifs entre lui et les enfants de Perpétua, pour aider à trancher la question de la paternité.
Avec la démission de Ceci, le juge a nommé Luiz MacDowell comme nouvel exécuteur testamentaire ; le 24, le nouvel administrateur a signé l'engagement, et jusqu'à ce moment-là, on ne savait pas quelle serait la valeur de la succession.

#### Le litige s'éternise; la Cour suprême décide
Au début de l'année 1953, les sœurs Ângela et Carolina, ainsi que le neveu Afonso Alves do Amaral, intentent enfin un procès pour écarter Perpétua de la succession de Chico ; nommé d'après le terme juridique « indignité », le procès a été intenté au motif révélé l'année précédente qu'elle avait accusé le défunt de manière calomnieuse.
L'affaire traîne en longueur ; en 1955, le juge du 4e tribunal des orphelins et des successions rend une ordonnance interdisant à Perpétua de retirer de ses biens la somme de cent vingt mille cruzeiros ; à l'époque, on apprend que les biens du chanteur sont estimés à plus de deux millions de cruzeiros, dont un million deux cent mille sont des royalties perçues sur la vente de disques et déposées dans des banques,.
En avril 1957, l'affaire est finalement portée devant la Cour suprême, après que Perpétua et les sœurs du chanteur ont perdu et gagné dans des recours successifs devant le 4e tribunal des orphelins et des successions. Devant la Cour suprême, il est finalement décidé que, bien que Francisco Alves soit favorable au divorce, il ne l'a jamais tenté et qu'il a donc gagné la cause de celle qui est, selon la loi, sa veuve et l'unique héritière de son patrimoine : Perpétua, qui avait vécu quelques jours avec Chico Alves, devint la maîtresse de tous les biens qu'il avait accumulés et des droits de ses chansons.
La couverture des révélations de Nasser par O Cruzeiro a donné lieu à un total de quarante-cinq pages et à une augmentation du tirage du magazine, qui a atteint 550 000 exemplaires par semaine : un record si l'on considère que le pays ne compte que 50 millions d'habitants, dont 30 % sont analphabètes.

## Production artistique
Francisco Alves est réputé grand et mince, élégant et soigné, très souriant et peu enclin à boire. Comme son idole Vicente Celestino, il a une voix de ténor, mais avec le temps, il s'oriente vers une voix de baryton.
Selon la chercheuse Egly Colina Marín, « Francisco Alves a laissé des centaines de chansons qui font actuellement l'objet de l'attention d'universitaires et de chercheurs culturels du monde entier »,.
Sa longue carrière d'artiste a été d'une importance capitale pour la formation de nombreux genres de la musique populaire brésilienne ; sa carrière a coïncidé avec le développement dans le pays de diverses nouvelles technologies qui n'existaient pas jusqu'alors, et avec des moments sociaux importants qui se sont reflétés dans la manifestation musicale : Sur le plan culturel, la croissance rapide des villes de l'époque a conduit à la formation de rythmes musicaux typiquement urbains, encore renforcés par les fêtes populaires (comme le carnaval) et le succès du théâtre de revue et du cinéma - autant d'éléments qui ont renforcé son rôle dans l'histoire musicale du Brésil.

### Discographie
Francisco Alves a enregistré des chansons de plusieurs compositeurs célèbres, tels que Herivelto Martins, Catulo da Paixão Cearense, Lamartine Babo, Grande Otelo, Dorival Caymmi et d'autres, et a chanté plusieurs succès en partenariat avec Dalva de Oliveira, ainsi qu'en duo avec Mário Reis.
En 1987, plusieurs de ses enregistrements ont été réédités en prévision du centenaire de sa naissance l'année suivante ; BMG Ariola a inclus plusieurs de ses chansons dans un coffret de classiques de la MPB ; Collector's of Rio de Janeiro a réédité une partie de son œuvre sur six CD ; et le label Revivendo de Curitiba en a publié trois autres.

### Filmographie
L'Enciclopédia Itaú Cultural mentionne Francisco Alves comme ayant participé au film de 1931 Coisas Nossas ; cependant, cela n'est pas répété dans la biographie de l'auteur par Ronaldo Aguiar, ni dans le catalogue du film par la Cinemateca Brasileira, qui rapporte cependant son nom comme membre de la distribution selon Araken Campos Pereira Júnior (à l'exception du fait que l'auteur n'indique pas ses sources). La Cinemateca indique qu'il s'agit d'un film musical et cite Jean-Claude Bernardet, qui a déclaré que le film inaugurait « …au Brésil le film magazine et marquait le début de la relation radio-cinéma, devenant le pionnier d'une ligne importante qui allait se développer dans les années 1930 à Rio de Janeiro ».
Le magazine A Scena Muda, qui l'avait déjà critiqué dans le film Laranja da China en 1940, revient l'année suivante pour dire que le chanteur apparaît « fantomatique » et qu'il « semble sortir d'un cimetière » dans Céu Azul.
Bien que Coisas Nossas ait présenté des numéros musicaux, Alberto Dines a déclaré que le film Alô, Alô, Carnaval (1936) est considéré comme la première comédie musicale brésilienne ; il rapporte qu'il a été très bien accueilli par le public et qu'il mettait en scène Chico Alves, Barbosa Júnior, Mário Reis, Almirante, Carmen Miranda et le débutant Oscarito ; il a été rediffusé lors d'une fête en septembre 1952 (peu avant la mort de Francisco Alves) pour célébrer son esprit pionnier ; Alberto Dines a écrit à l'époque : « Nous n'avons jamais vu un film brésilien aussi bien accueilli, aussi applaudi pendant son exploitation et à sa sortie ».

### Théâtre
Il a participé à la pièce de théâtre musical Da Favela ao Catete, écrite par Freire Júnior. Le spectacle burlesque a été créé en 1935 et sa musique a été composée par Hervé Cordovil.

## Postérité

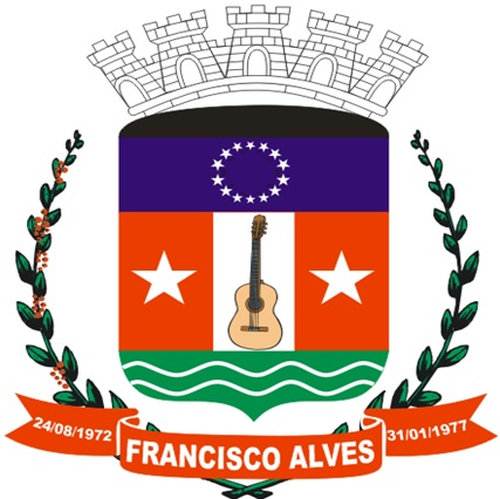
Armoiries de la municipalité de Francisco Alves, avec une guitare au centre.

Francisco Alves joue un rôle clé dans la construction de divers genres musicaux populaires. Il laisse une vaste production d'environ cinq cents disques, en chantant des sambas, des boléros et même des tangos dans le style de Gardel ; sa mort tragique provoque un immense émoi dans le pays, à tel point que l'un de ses biographes, David Nasser (qui était aussi un ami et compositeur de certaines des chansons qu'il interprétait), a écrit : « Toi, seulement toi, bois froid, tu ressentiras toute l'agonie du silence du chanteur ». Malgré cela, plusieurs personnes dans le monde artistique le considèrent comme une brute, avec peu d'amis et beaucoup d'ennemis.
Il réalise le premier enregistrement sur disque électrique au Brésil. Grâce à lui, des compositeurs tels que Cartola, Heitor dos Prazeres et Ismael Silva ont été reconnus, de même que diverses chansons qu'il a interprétées, comme Ai! que saudade da Amélia, ou le premier enregistrement de la samba Aquarela do Brasil par son partenaire Ary Barroso. Peu de temps après sa mort, le 30 septembre, le Jornal do Brasil rapporte qu'il est pour le pays ce que le chanteur Maurice Chevalier est pour la France : un « cas rare ».
Dans les jours qui ont suivi l'accident, le conseil municipal de São Paulo a examiné des propositions de loi visant à changer le nom de l'ancienne Rua 16 en Francisco Alves, et une autre autorisant l'installation d'un buste du chanteur sur l'une des places de la ville.
Installée dans les années 1950, alors qu'elle appartenait encore à Iporã, la commune a été émancipée le 24 août 1972 par la loi no 6.314 de l'État du Paraná, qui lui a donné le nom qui rend hommage au chanteur, et n'a été installée que le 1er février 1977 ; Francisco Alves est également appelé Chico Viola par les habitants ; ceux qui y sont nés sont les alvenses.
En 1974, le musée Francisco Alves a été inauguré dans un bâtiment populairement connu sous le nom de Castelinho, à Miguel Pereira, la ville où Francisco Alves avait l'habitude de vivre pour se détendre. Situé au centre de la ville, dans le jardin municipal Francisco Marinho Andreiolo, le musée abrite d'importants objets personnels de l'artiste, parmi lesquels sa guitare. Une rue de la ville porte également son nom.

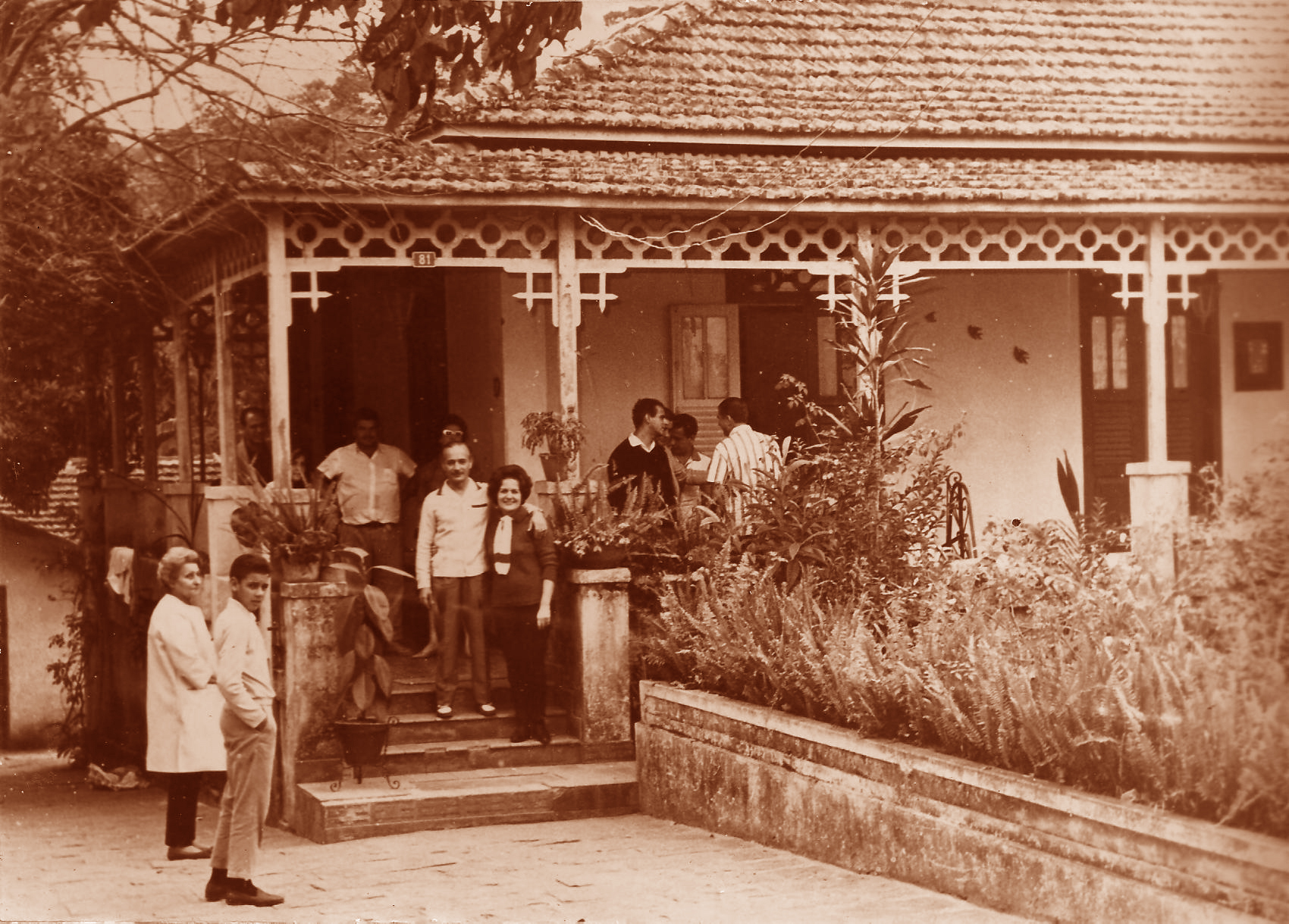
Des touristes visitent la maison du chanteur brésilien Francisco Alves dans la ville de Miguel Pereira - à l'intérieur de l'État de Rio de Janeiro - dans les années 1960.

### Musique
Outre Chico Viola de Nássara et Wilson Batista, sorti peu après sa mort, la chanson samba Uma Cruz na Estrada a été composée en l'honneur du chanteur, écrite par Irany de Oliveira et Ari Monteiro ; elle a été enregistrée par Carlos Galhardo en 1953, mais n'a été publiée que l'année suivante. Toujours en 1954, Nelson Gonçalves sort la samba Francisco Alves, écrite par David Nasser et Herivelto Martins, dont les paroles sont les suivantes : « Même la lune de Rio/ Dans un ciel tranquille et vide/ N'inspire plus l'amour/ La guitare se désaccorde/ Parce qu'elle pleure à chaque coin de rue/ L'absence de son chanteur ».
Herivelto et Nasser ont également écrit O Maior Samba do Mundo, dont les vers disent que s'ils avaient le piano d'Ary Barroso, la guitare de Noel Rosa, la plume d'Orestes Barbosa ou le vozeirão de Nelson Gonçalves, ils concluraient : « E o Chico Alves/ Voz de pássaro cantor/ O maior samba do mundo/ Eu faria pro meu amor », enregistré par Linda Batista en 1959, et plus tard par Dora Lopes et d'autres,.

### Cinéma, télévision et théâtre
Le film Chico Viola não Morreu, réalisé en 1955 sur un scénario de Gilda de Abreu, présente une biographie de l'artiste, interprété par Cyll Farney, dont la prestation lui a valu le prix du meilleur acteur lors de deux festivals de cinéma brésiliens de l'époque. Farney a doublé sept des chansons d'Alves, ses plus grands succès ; l'actrice Eva Wilma a également reçu un Saci pour sa performance et le prix de la meilleure cinématographie au Festival du district fédéral de cette année-là.
Le documentaire Uma Cruz na Estrada, réalisé par Jorge Ileli en 1970, retrace la carrière et la mort du chanteur dans un court métrage. La Cinémathèque l'a projeté à nouveau en 2005.
En 1998, année du centenaire du chanteur, la comédie musicale Chico Viola a été présentée du 2 au 27 septembre (date de sa mort), avec l'acteur Jandir Ferrari dans le rôle du chanteur ; le spectacle a été présenté au Centro Cultural do Banco do Brasil de Rio de Janeiro, dans une mise en scène de Luiz Arthur Nunes.